# Marshall, Michigan
Marshall este o localitate, municipalitate și sediul comitatului Calhoun, statul Michigan, Statele Unite ale Americii.

## Personalități născute aici
- Jamie Hyneman (n. 1956), prezentator, creator al seriei Vânătorii de mituri.

1. ↑  2010 U.S. Gazetteer Files, accesat în 9 iulie 2020